# Vladimirovac (Alibunar)
Pour les articles homonymes, voir Vladimirovac.
Vladimirovac (en serbe cyrillique : Владимировац ; en roumain : Petrovasila ; en allemand : Petersdorf ; en hongrois : Petre) est une localité de Serbie située dans la province autonome de Voïvodine. Elle fait partie de la municipalité d'Alibunar dans le district du Banat méridional. Au recensement de 2011, elle comptait 3 828 habitants.
Vladimirovac est officiellement classé parmi les villages de Serbie.

## Démographie

### Évolution historique de la population
| 1948  | 1953  | 1961  | 1971  | 1981  | 1991  | 2002  | 2011  |
| ----- | ----- | ----- | ----- | ----- | ----- | ----- | ----- |
| 5 261 | 5 294 | 5 519 | 5 335 | 5 106 | 4 539 | 4 111 | 3 828 |

|  |

## Personnalité
- Baba Anujka (dite La sorcière de Vladimirovac]